# نسيبتي العزيزة (مسلسل)
نسيبتي العزيزة سلسلة تونسية من صنف كوميديا الموقف بثت على قناة نسمة من رمضان 2010 إلى رمضان 2018، وهي من تأليف يونس الفارحي وفرحات هنانة وإخراج صلاح الدين الصيد، كما قام الفنان الهادي حبوبة بغناء شارة المسلسل.
تُعد هذه السلسلة أول عمل ذو بعد مغاربي، تماشيًا مع توجه القناة، حيث عرفت نجاحًا جماهيريًا واسعًا تجاوز تونس، خاصة في المغرب والجزائر، مما ساهم في استمرارها لثمانية مواسم.

## القصة

### الموسم الأول
تروي السلسلة قصّة حسونة الباهي، وهو وكيل عقاري وصاحب مقهى، يعيش في هدوء مع زوجته حياة في بيت جميل بمدينة تونس العتيقة، ولكن تنقلب حياته، حيث يتلقى زيارة غير مرغوب فيها من حماته فاطمة (والدة حياة) القادمة من صفاقس لقضاء بعض الأيام رفقة ابنها المدلّل، المنجي. فتتدخل فاطمة في تفاصيل حياة الزوجين. لاستئناف حياته بشكل عادي، وبالتواطؤ مع جاره ببوشة (صاحب متجر الفريب)، يستخدم حسونة كل الوسائل لحملهم على العودة إلى صفاقس، مع مساعدة الفاهم ابن خال ببوشة القادم من الريف، وفتحيّة أو فتوح، سكرتيرة مكتب حسونة المعروفة بجرأتها وشخصيتها القوية. تزيد متاعب حسونة بعد قدوم ضيوف من الجزائر، حيث تصل عمّته بريزة، مع ابنتها حجلة التي تعالج بإحدى المستشفيات التونسية.
يتعلق المنجي بحجلة، بعد التعرف عليها، لكنها لا تبادله نفس الشعور. كما تعتقد فاطمة أن قدوم بريزة لتونس كان بهدف تقسيم الميراث الذي ورثه حسونة. مع تطور الأحداث يتضح أن الزوجين حسونة وحياة لم يتمكنا من إنجاب طفل إلا بعد تدخل فاطمة. في نهاية الموسم تعود بريزة وحجلة إلى الجزائر وفاطمة والمنجي إلى صفاقس ليعود الزوجان للعيش في هدوء.

### الموسم الثاني
يعرض المسلسل في هذا الموسم بعض المواقف الكوميدية بين حسونة وحياة التي تصبح حاملاً، حيث تطلب منه الكثير من الطلبات، إضافة إلى عديد المواقف الاجتماعية الأخرى حيث يستعد ببوشة للزواج من ابنة خاله خميسة (شقيقة الفاهم) التي جاءت لتستقر معه. كما يقع الفاهم في حب درصاف، النادلة الجديدة في مقهى حسونة، الذي يديره منذر.
كما يشهد هذا الموسم عودة فاطمة والمنجي من صفاقس لقضاء فترة في منزل حسونة لمساعدة حياة أثناء حملها، حيث أن حسونة قام بتوظيف مُعينة منزلية (علياء) لمساعدة حياة لكن اتضح أنها لا تجيد الطبخ. علاوة على ذلك، يقوم حسونة بتوظيف سكرتيرة جديدة (رحمة) في مكتب العقارات، مكان فتوح التي تزوجت، إلا أنها تقوم بسرقته. من جانب آخر، تهرب حجلة من الجزائر بسبب رغبة عائلتها في تزويجها، فتأتي لمنزل حسونة، كونها لا تزال تحب الطبيب التونسي الذي عالجها في المستشفى. وفي نهاية الموسم، تنجب حياة ولداً اسمه حسونة.

### الموسم الثالث
تصبح حياة أرملة بعد وفاة زوجها حسونة، فتضع كل اهتمامها في الاعتناء بحسونة الابن. كما يواصل ببوشة المعاناة من حماقات الفاهم وذهاب خميسة لمنزل والديها. هذه الأخيرة تدخل المستشفى وهي حامل، فيتلقى ببوشة زيارة غير متوقعة من والديْها، العيد وجمعة، لقضاء فترة بمنزله أثناء إقامة خميسة بإحدى مستشفيات العاصمة.
من جهة أخرى، تأتي حجلة رفقة ابنة عمها مايا من الجزائر، لقضاء فترة إلى جانب حياة، كما يتعرض المنجي للاحتيال من الفتاة رجاء التي سرقت مداخيل مقهى حسونة. إضافة إلى ذلك، يقوم الفاهم بمشروع جديد بعد شراء حمار اسمه «سيكو سيكو».

### الموسم الرابع
تستمر عائلة حسونة الابن وحياة في التعرض للعديد من المواقف الصعبة، ويبقى حلم العيش في هدوء وسلام هو أمل العائلة الوحيد. تقرر حياة إقامة حفل ختان لحسونة الابن، وأثناء ذلك يصل خالها عزّوز من نيويورك بعد غياب لسنوات طويلة. كما يشهد هذا الموسم زيارة جميلة، خطيبة الفاهم. هذا الأخير يريد الانفصال عنها، فتدعوها حياة إلى منزلها لقضاء فترة من جهة، ولمساعدتها في شؤون المنزل من جهة أخرى.

### الموسم الخامس
يشهد هذا الموسم استقرار عزّوز، خال حياة، معها في المنزل حتى لا يتركها وحيدة رفقة ابنها، إضافة إلى عودة خميسة إلى منزلها بعد غياب. تقوم خميسة بتدبير المؤامرات مع الفاهم للسخرية من زوجها ببوشة.
يشهد هذا الموسم أيضًا عودة فاطمة والمنجي من صفاقس بعد قضاء فترة هناك. كما يرغب محسن، شقيق فاطمة في الزواج من فتاة تُدعى نائلة لكن يتضح أنها متحيلة. يعرف هذا الموسم وصول حجلة من باريس ووالدتها بريزة التي تعود بعد غياب طويل.

### الموسم السادس
يعرف هذا الموسم عدة مواقف طريفة خاصة مع الفاهم، الذي يحصل على مظهر جديد بعد رحلته إلى النرويج، وخميسة، التي تدخل مجال الأعمال التجارية من خلال عالم التجميل، ولكن أيضًا المنجي، الذي يتزوج أخيرًا من رفيقة وهي أصيلة مدينة صفاقس. لكنه سرعان ما يدخل السجن بتهمة الإرهاب. بعد خروجه، تحدث مشاحنات بين زوجته ووالدته مما اضطره في النهاية إلى الابتعاد عن رفيقة، كما نجد أن عزّوز يعود إلى تونس، بعد سفره، وهو في حالة نفسية سيئة.

### الموسم السابع
يعرف هذا الموسم انتقال العائلة للعيش من المدينة العتيقة إلى سيدي بوسعيد بعد أن أقامت حياة مشروعًا سياحيًا رفقة شقيقها المنجي وخالها عزّوز، الذي يدير الفندق الجديد أو دار الضيافة التي تُسمى دار العنبر. إضافة إلى ذلك، يتحول منذر معهم لإدارة المقهى السياحي الجديد، كما ينتقل ببوشة وخميسة والفاهم لتسيير المتجر الجديد حيث يبيع ببوشة الهدايا التذكارية للسياح، أما الفاهم فيقوم ببيع قلادات مشموم الفل والياسمين.

### الموسم الثامن
يستكمل المسلسل ما بدأه في المواسم السابقة حيث يتعرض لعائلتيْ حياة وببوشة وما تتعرضان له من مواقف طريفة وكوميدية.

## الشخصيات

### الشخصيات الرئيسية
- سفيان الشعري: «حسونة الباهي» وكيل عقاري وصاحب مقهى يعيش بمدينة تونس العتيقة
- منى نور الدين: «فاطمة» حماة حسونة القادمة من صفاقس
- كوثر الباردي: «حياة الباهي» زوجة حسونة، ابنة فاطمة
- كمال التواتي: «عزّوز» خال حياة، شقيق فاطمة
- يونس الفارحي: «ببوشة» أو  «جاب الله» أو «حلزون» جار حسونة وحياة، صاحب متجر قريب
- فرحات هنانة: «المنجي» ابن فاطمة، شقيق حياة
- خالد بوزيد: «الفاهم» ابن خال ببوشة
- سماح الدشراوي: «خميسة» زوجة ببوشة، شقيقة الفاهم
- وجيهة الجندوبي: «رفيقة» زوجة المنجي
- رزيقة فرحان: «حجلة» ابنة عمّة حسونة الجزائرية

### الشخصيات الثانوية
- سفيان الداهش: «حامد الكزدغلي» صديق المنجي والفاهم
- بيونة: «بريزة» عمّة حسونة، والدة حجلة
- لطيفة القفصي: «جمعة» والدة الفاهم وخميسة
- محمد الغزواني: «العيد» زوج جمعة، والد الفاهم وخميسة
- هشام برتقيز: «منذر» مدير مقهى حسونة
- مصطفى التركي: «محسن» خال المنجي وحياة، شقيق فاطمة
- منصف لوكيل: «حمادي» خال المنجي وحياة، شقيق فاطمة
- سنية السافي: «فوزية» زوجة حمادي
- سوسن معالج: «فتحيّة» أو «فتوح» سكرتيرة حسونة الأولى
- هناء الفهري: «رحمة» سكرتيرة حسونة الثانية
- شاكرة رماح: «علياء» مُعينة منزلية في منزل حسونة
- مهى خوجة: «درصاف» نادلة مقهى حسونة
- فاطمة الفالحي:[3] «جميلة» خطيبة الفاهم

## الإنتاج
عقدت قناة نسمة صبيحة يوم الخميس 27 مايو 2010 ندوة صحفية للإعلان عن هذه السلسلة الهزلية، وقد حضر هذه الندوة فتحي الهويدي الرئيس الشرفي لقناة نسمة، ومعز السيناوي مدير الاتصالات بالقناة، وعدد من الإعلاميين بالإضافة إلى بعض الممثلين في السلسلة مثل الفنانة منى نور الدين، يونس الفارحي، سفيان الشعري، كوثر الباردي، فرحات هنانة وغيرهم.
تهدف السلسلة إلى إمتاع المشاهدين في المغرب العربي بإخراج صلاح الدين الصيد وتأليف مشترك بين يونس الفارحي وفرحات هنانة، بينما أنجز الموسيقى التصويرية محمد علام وأضاف الكاريكاتوري لطفي بن ساسي بعض اللمسات الفنية.

## قضية اللهجة الصفاقسية
أثارت الفنانة منى نور الدين غضب سكان مدينة صفاقس، بتجسيدها لدور حماة حسونة (سفيان الشعري)، متحدثة باللهجة الصفاقسية (إحدى فروع اللهجة التونسية) بشكل متهكم ومبالغ فيه، وصل حسب ما جاء على لسان بعضهم لحدود الإسفاف والسخرية من هذه اللهجة عبر المبالغة في تقليدهم بشكل كاريكاتوري. وأوضحت الفنانة أنها لم تقصد الإساءة وأنها تستغرب الموقف المعادي لها من بعض سكان هذه الجهة، كونها ممثلة مطالبة بتجسيد جميع الأدوار المعروضة عليها.

## وصلات خارجية
- نسيبتي العزيزة على موقع IMDb (الإنجليزية)
- نسيبتي العزيزة على موقع قاعدة بيانات الفيلم (الإنجليزية)